# Scotogramma incisa
Scotogramma incisa là một loài bướm đêm trong họ Noctuidae.